# Chó sục xanh Kerry
Chó sục xanh Kerry, còn được gọi là Chó sục xanh Ireland (tiếng Ireland: Brocaire Gorm) là một giống chó ban đầu được nuôi để kiểm soát các động vật "gây hại" bao gồm chuột, thỏ, lửng, cáo, rái cá và thỏ rừng, nhưng sau đó, theo thời gian Kerry trở thành một con chó làm việc chung được sử dụng cho nhiều công việc khác nhau bao gồm chăn gia súc và cừu, và cũng đóng vai trò một chó bảo vệ. Ngày nay, Kerry đã lan rộng khắp thế giới như một giống chó đóng vai trò người bạn trung thành và còn là giống chó phục vụ trong lao động. Mặc dù giống chó sục xanh Kerry từng có một chiến thắng trước giống chó Cruft (chương trình trình diễn chó quan trọng nhất của Anh) vào năm 2000, giống chó này vẫn được đánh giá là một "không hợp thời", và không phổ biến lắm; tuy nhiên, nó không đến nỗi hiếm có như một số giống chó sục khác như Chó sục Skye, Chó sục Sealyham và Chó sục Dandie Dinmont.

## Ngoại hình
Một số đặc điểm của giống chó Chó sục xanh Kerry bao gồm cái đầu dài, hộp sọ phẳng, ngực sâu và một bộ lông lượn sóng mềm đến xoăn có nhiều sắc thái "màu xanh", với cách nói bên ngoài, ngoài thuật ngữ sử dụng cho tên gọi giống chó này, nhận định chúng có "màu xám" hiện đại. Chó con được sinh ra có bộ lông màu đen; màu lông xanh xuất hiện dần dần khi con chó lớn lên, thường lên đến 2 tuổi. Chó sục xanh Kerry giống đực thường cao từ 46 đến 48 cm (18 đến 19 inch) tính từ vai và có trọng lượng trong khoảng 12 đến 15 kg (26 đến 33 lb), trong khi con cái thường có chiều cao là 44 đến 46 cm (17–18 in) và trọng lượng trong khoảng 10 đến 13 kg (22 đên 29 lb).